# Henneberg-Schmalkalden
Henneberg-Schmalkalden was een tot de Frankische Kreits behorend vorstelijk graafschap binnen het Heilige Roomse Rijk.
Schmalkalden behoorde oorspronkelijk tot het landgraafschap Thüringen. Na de dood van landgraaf Hendrik Raspe in 1247 kwam Schmalkalden aan Herman I van Henneberg-Coburg. In 1291 kwam het door het huwelijk van Jutta van Henneberg met markgraaf Otto aan het markgraafschap Brandenburg. Door het huwelijk van Jutta van Brandenburg met Hendrik VIII van Henneberg-Schleusingen kwam het weer terug in de familie Henneberg.
Bij zijn dood liet graaf Hendrik VIII van Henneberg-Schleusingen vier dochters na. Sophie van Henneberg was gehuwd met burggraaf Albrecht van Neurenberg en aan hen kwam Schmalkalden. Zij verkochten het in 1360 aan Elizabeth van Leuchtenberg, de weduwe van graaf Johan I van Henneberg-Schleusingen. Deze verkocht nog hetzelfde jaar de helft van Schmalkalden aan het landgraafschap Hessen. Sindsdien was Schmalkalden in gemeenschappelijk bezit van Hessen (later Hessen-Kassel) en Henneberg.
In 1521 werd er een erfverdrag gesloten tussen Henneberg-Schleusingen en Hessen. Aan de vele conflicten over de rechten in Schmalkalden werd in 1575 een eind gemaakt door de vorming van een condominium.
Na de dood van graaf Georg Ernst van Henneberg-Schleusingen in 1583 viel zijn deel in Schmalkalden op grond van het erfverdrag van 1521 aan Hessen. In 1619 werd de erfkwestie nader geregeld. Hessen-Kassel kreeg de ambten Schmalkalden, Hallenberg, Herrenbreitungen, Barchfeld en Brotterode.